# Our World in Data
Our World in Data (OWID) – elektroniczna publikacja naukowa obrazująca różnice i zmiany w warunkach życia. Tematycznie obejmuje zagadnienia i problemy o charakterze globalnym, do których należą: ubóstwo, choroby, głód, zmiana klimatu, wojny, zagrożenia egzystencjalne, nierówności społeczne.
Publikację zapoczątkował ekonomista Max Roser. Zespół badawczy projektu znajduje się na Uniwersytecie Oksfordzkim.